# Eleonora de Clare

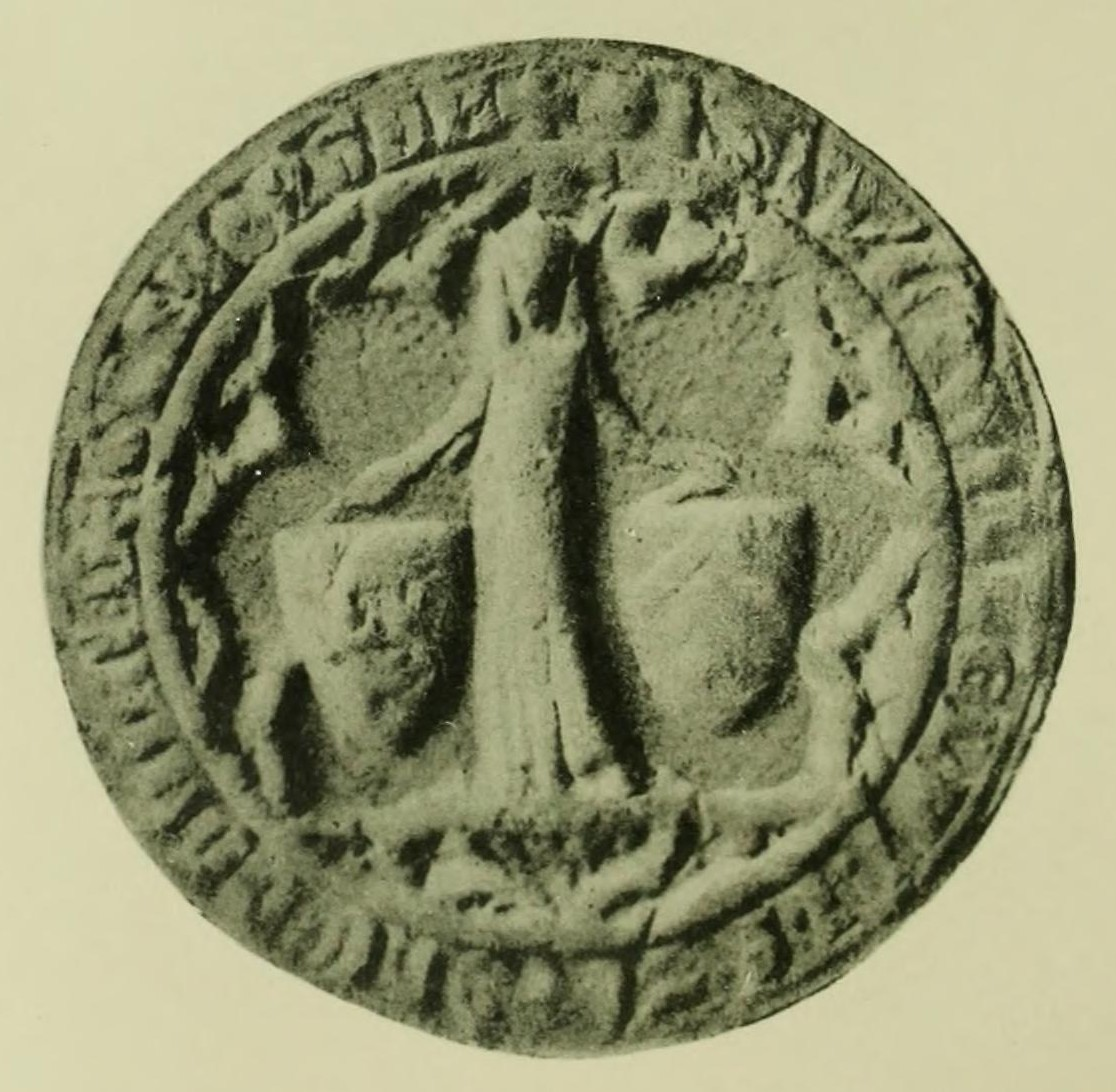
Het zegel van Eleonora de Clare.

Eleonora de Clare (Caerphilly, 3 oktober 1292 - Monmouth, 30 juni 1337) was een Engelse edelvrouw. Ze behoorde tot het machtige Anglonormandische geslacht de Clare.

## Levensloop

### Jeugd, herkomst en huwelijk met Hugh le Despenser
Eleonora was de oudste dochter van Gilbert de Clare, graaf van Gloucester en Hertford, uit diens tweede huwelijk met Johanna van Akko, een dochter van koning Eduard I van Engeland. Haar vader was een van de rijkste en machtigste edelen van Engeland.
Op 26 mei 1306 huwde ze in Westminster Abbey met Hugh le Despenser de Jongere (1286-1326), op dat moment een jonge ridder en erfgenaam van een kleine baron. Koning Eduard I was Despensers vader echter geld verschuldigd, waardoor diens zoon met een kleindochter van hem mocht trouwen. In 1309 schonk de nieuwe koning Eduard II aan Despenser het landgoed Sutton in Norfolk. Eleonora was op dat moment hofdame van koningin Isabella en genoot de gunst van haar oom, de koning.
Nadat haar broer Gilbert in 1314 sneuvelde in de Slag bij Bannockburn en geen nakomelingen had nagelaten, werden in 1317 de omvangrijke bezittingen van haar familie verdeeld tussen Eleonora en haar twee zussen Margaretha en Elisabeth. Eleonora en haar echtgenoot Hugh le Despenser verwierven Tewkesbury, de hoofdstad van Gloucester, en Glamorgan in de Welsh Marches. Daarnaast ontvingen zij Rotherfield in Sussex, landgoederen in Devon en Somerset en een derde van de Ierse heerlijkheid Kilkenny. In vergelijking met haar beide zussen werd Eleonora bevoordeeld door de Engelse koning. Niet alleen kon ze tot aan haar dood in haar levensonderhoud voorzien, haar echtgenoot kwam steeds meer in de gunst van de koning en begon vanaf 1317 aan een steile carrière aan het koninklijk hof. In 1318 werd hij Lord Chamberlain van de huishouding en al snel klom hij op tot favoriet van Eduard II. Despenser misbruikte deze positie om zijn aandeel in de erfenis van de familie de Clare te vergroten, ten koste van zijn zwagers Hugh de Audley en Roger d'Amory. Dit leidde in 1321 tot een baronnenopstand in de Welsh Marches, die de geschiedenis zou ingaan als de Despenser War, waaraan ook de Audley en d'Amory deelnamen. De koning kon de opstand in 1322 neerslaan. D'Amory sneuvelde en de Audley en Eleonora's zussen vielen uit de gunst van de koning, die samen met Despenser een schrikbewind voerde. Nadat koningin Isabella genoeg had van Despensers intriges, kwam hij vanaf november 1322 tot een breuk met haar echtgenoot Eduard II. In opdracht van haar echtgenoot controleerde Eleonora als hofdame het huishouden van de koningin. Ook diende ze als spion en moest ze het briefverkeer van de koningin in de gaten houden. Toen koningin Isabella in maart 1325 op diplomatieke missie naar haar broer, koning Karel IV van Frankrijk, werd gestuurd, keerde ze nooit meer terug naar haar echtgenoot. Er werd gezegd dat Eleonora zich aan het Engelse hof gedroeg als een koningin. Ook zou ze een verhouding hebben gehad met de koning, wat als zeer onwaarschijnlijk beschouwd wordt.

### Val van Despenser en gevangenschap
In de herfst van 1326 landden koningin Isabella en haar minnaar Roger Mortimer met een leger in Engeland. Despenser en de koning ontvluchtten begin oktober Londen, terwijl Eleonora achterbleef in de Tower of London. Nadat de Londenaars in opstand kwam, moest ze de Tower op 15 oktober overgeven. De koning en Despenser werden in november gevangengenomen in Glamorgan. Terwijl Despenser de Jongere dezelfde maand nog middels het gruwelijke hangen, trekken en vierendelen werd terechtgesteld, werd de koning begin januari 1327 afgezet en uiteindelijk in september dat jaar vermoord. Op bevel van koningin Isabella werd Eleonora op 17 november 1326 opgesloten in de Tower of London. Haar vijf dochters werden naar het vrouwenklooster gestuurd.

### Huwelijk met William la Zouche
Koningin Isabella wilde Eleonora niet voor de rest van haar leven straffen. In april 1328 werd ze per besluit van het parlement van haar hechtenis ontheven, waarna ze als weduwegoed onder andere Glamorgan kreeg toegewezen. Als rijke weduwe werd Eleonora begin 1329 in Hanley Castle in Worcestershire ontvoerd door baron William la Zouche (overleden in 1337), die destijds een tegenstander van Hugh le Despenser was en in 1327 het kasteel van Caerphilly had veroverd op haar zoon Hugh. Uiteindelijk huwde hij met Eleonora, zonder de vereiste koninklijke toestemming te respecteren. Vervolgens ondernam koningin Isabella militaire actie tegen la Zouche. In februari 1329 werd hij belegerd in Caerphilly Castle, terwijl Eleonora opnieuw werd gevangengenomen. Eerst belandde ze weer in de Tower, daarna werd ze overgebracht naar het kasteel van Devizes. Ondertussen moest la Zouche zich in mei 1329 overgeven. In januari 1330 kwam Eleonora terug vrij, maar toch moesten zij en haar tweede echtgenoot een zeer hoge boete van 50.000 pond betalen. Zolang dit niet gebeurd was, kwam Glamorgan onder het koninklijk beheer. Nadat koningin Isabella en haar minnaar Roger Mortimer hetzelfde jaar nog werden afgezet door de jonge koning Eduard III, smeekte Eleonora hem om de boete te verlagen. De koning stelde zich blijkbaar tevreden met het bedrag dat Eleonora al had betaald, want begin 1331 kreeg ze Glamorgan terug.
Vanaf dan leefde Eleonora tot aan haar dood samen met haar tweede echtgenoot. Tot 1333 beweerde baron John de Grey, die aasde op haar erfenis, tevergeefs dat hij met Eleonora was gehuwd voordat zij met Willem trouwde. Ze overleed in juni 1337, op 44-jarige leeftijd. Het is niet duidelijk waar Eleonora bijgezet werd, waarschijnlijk in de Abdij van Tewkesbury.

## Nakomelingen
Eleonora en haar eerste echtgenoot Hugh le Despenser kregen negen kinderen:
- Hugh (1308-1349), baron le Despenser en heer van Glamorgan.
- Gilbert (1309-1381)
- Edward (1310-1342)
- John (1311-1366)
- Isabel (1312-1356), huwde in 1321 met Richard Fitzalan, graaf van Surrey.
- Eleanor (1315-1351), zuster in de priorij van Sempringham.
- Joan (1317-1384), zuster in de priorij van Sempringham.
- Margaret (1319-1337), zuster in de priorij van Whatton.
- Elizabeth (1327-1389), huwde in 1338 met baron Maurice de Berkeley